# Demain, dès l'aube…
Pour le film, voir Demain dès l'aube... (film).
Demain, dès l’aube, à l’heure où blanchit la campagne…, ou plus simplement Demain, dès l’aube…, est l’un des plus célèbres poèmes de Victor Hugo, écrit en 1847 et publié en 1856 dans le recueil Les Contemplations.
Composé de trois quatrains d’alexandrins en rimes croisées, ce court poème n’a pas de titre, si bien qu’on le désigne traditionnellement par son incipit, c’est-à-dire les premiers mots qui le composent. Il constitue le poème XIV de Pauca meæ, livre quatrième des Contemplations, dont il ouvre la deuxième partie intitulée Aujourd’hui 1843-1855. 
Comme tous les autres poèmes de Pauca meæ, dont le titre peut se traduire par « Quelques vers pour ma fille », Demain dès l’aube est écrit en mémoire de sa fille Léopoldine Hugo, qui s'est noyée accidentellement dans la Seine quatre ans auparavant.

## Poème
Demain, dès l'aube, à l'heure où blanchit la campagne,

Je partirai. Vois-tu, je sais que tu m'attends.

J'irai par la forêt, j'irai par la montagne.

Je ne puis demeurer loin de toi plus longtemps.

Je marcherai les yeux fixés sur mes pensées,

Sans rien voir au dehors, sans entendre aucun bruit,

Seul, inconnu, le dos courbé, les mains croisées,

Triste, et le jour pour moi sera comme la nuit.

Je ne regarderai ni l'or du soir qui tombe,

Ni les voiles au loin descendant vers Harfleur,

Et quand j'arriverai, je mettrai sur ta tombe

Un bouquet de houx vert et de bruyère en fleur.
— Victor Hugo, Les Contemplations, 3 septembre 1847

## Analyse
Le poème est écrit comme le discours d’un narrateur qui tutoie un interlocuteur restant inconnu, pour lui raconter, à la première personne et au futur, de quelle manière il va partir le lendemain dès l’aube et ce, sans jamais se laisser distraire par son environnement, marcher à travers la campagne pour le rejoindre. De manière inattendue, ce voyage s’avère finalement plus tragique qu’on aurait pu l’imaginer, puisque la fin du poème révèle que cette personne chère, à laquelle le narrateur s’adresse et qu’il part retrouver, est en fait morte, et qu’il se rend dans un cimetière pour fleurir sa tombe.
À la lumière des événements qui ont marqué la vie de l’auteur, on comprend que ce poème est autobiographique et que Victor Hugo s’y adresse à sa fille Léopoldine, disparue quatre ans plus tôt, et dont il commémore la mort dans un pèlerinage annuel entre Le Havre et Villequier, le village de Normandie où elle s’est noyée accidentellement avec son mari Charles Vacquerie, et où elle est enterrée. Victor Hugo allait sur sa tombe tous les jeudis.
La date réelle d’écriture est le 4 octobre 1847, mais Victor Hugo l’a modifiée en « 3 septembre », veille de l’anniversaire de la mort de sa fille. Pauca meæ — le livre IV du recueil des Contemplations — est en effet une reconstruction artificielle qui commence par l’évocation de souvenirs attendris de l’enfance de Léopoldine, se poursuit par l’abattement devant la mort et se termine par une consolation religieuse avec les figures positives qui achèvent les derniers poèmes de la partie : Mors (« Tout était à ses pieds deuil, épouvante et nuit. / Derrière elle, le front baigné de douces flammes, / Un ange souriant portait la gerbe d’âmes ») et Charles Vacquerie (« Dans l’éternel baiser de deux âmes que Dieu / Tout à coup change en deux étoiles ! »).

### Précisions supplémentaires

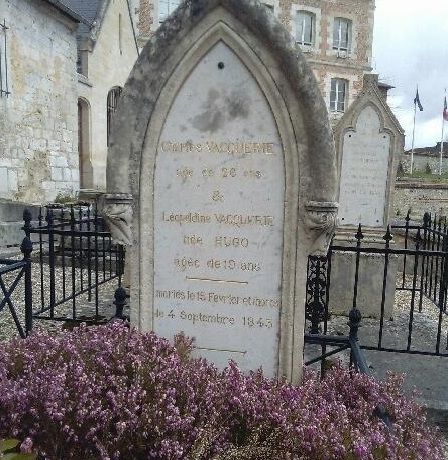
Tombe de Léopoldine Hugo et de son mari, Charles Vacquerie.

Vers 2 : Victor Hugo n’accepte pas la mort de sa fille et s’adresse à elle comme si elle était encore vivante : notons que dix ans plus tard, en exil à Jersey, il sera initié au spiritisme par madame de Girardin (cf. Tables tournantes de Jersey de V. Hugo) et sa première communication supposée avec les morts sera un dialogue avec un esprit féminin qu’il croira être Léopoldine).
Vers 3 : Victor Hugo était un grand marcheur. S’il descendait à la gare d’Yvetot, il pouvait certes jusqu’à Villequier (environ 15 km) traverser la forêt du Trait-Maulévrier, mais il ne pouvait trouver nulle montagne sur le plateau cauchois… Les mots « forêt » et « montagne » ont sans doute ici la valeur symbolique d’obstacles qu’il est prêt à franchir pour revoir sa fille.
Vers 10 : triste rappel du drame : le canot mal lesté où siégeaient Léopoldine, son mari Charles et les deux autres passagers était doté de deux voiles auriques que venait de hisser Charles. Un brusque coup de vent le renversa. 
Vers 11 et 12 : Léopoldine et Charles sont enterrés au cimetière de Villequier dans la même tombe, encore ornée de nos jours de « bruyère en fleur ».

## Adaptations et utilisations
En 1978, le chanteur français Henri Tachan met en musique ce poème et l’interprète dans un album sans titre,. De même en 1998, le chanteur français Pierre Perret reprend cette version dans son album La bête est revenue ; comme pour Victor Hugo, ce pourrait être un hommage à sa propre fille, morte dans un accident en 1995. Il existe un très grand nombre d'autres adaptations, par Andrea Lindsay, Pierre Bensusan, Marc Robine, Les Sales Majestés, Les Kitchs, Élie Semoun, les Frangines, Anne Sila, François Léveillée, etc.
Ce poème a été lu lors de l'hommage national du 7 novembre 2020 aux victimes de l'attentat de la basilique Notre-Dame de Nice.

### Source primaire
- Les Contemplations, édition établie et annotée par Pierre Albouy, NRF, 1967 (Bibliothèque de la Pléiade). Nouvelle édition : Œuvres poétiques, t. 2 : Les Châtiments, Les Contemplations, Gallimard, 1993.